# Dicée
Taxons concernés
Les dicées sont des oiseaux appartenant à l'ordre des Passeriformes. Dans la classification de Richard Howard et Alick Moore, ils forment une famille qui comprend 48 espèces répartis en 2 genres. Ils vivent du Sud de l'Asie à l'Australie.

## Taxonomie
La taxonomie de ces oiseaux a beaucoup évolué. Les Dicées formaient la famille des Dicaeidae, créée en 1853 par Charles-Lucien Bonaparte, avec les pardalotes, paramythidés et oréocharidés. Dans la classification de Charles Gald Sibley et Burt Monroe (1993), les dicées sont regroupés au sein des Nectariniidés.

## Liste des genres
- Prionochilus Strickland, 1841
- Dicaeum Cuvier, 1816

## Liste des espèces
- Dicée à bec épais – Dicaeum agile
- Dicée à bec rouge – Dicaeum erythrorhynchos
- Dicée à calotte olive – Dicaeum nigrilore
- Dicée à croupion jaune – Prionochilus xanthopygius
- Dicée à dos rouge – Dicaeum cruentatum
- Dicée à flancs jaunes – Dicaeum aureolimbatum
- Dicée à gorge blanche – Dicaeum erythrothorax
- Dicée à gorge feu – Dicaeum ignipectus
- Dicée à plastron – Dicaeum pectorale
- Dicée à poitrine écarlate – Prionochilus thoracicus
- Dicée à poitrine grise – Dicaeum proprium
- Dicée à poitrine noire – Dicaeum haematostictum
- Dicée à tête écarlate – Dicaeum trochileum
- Dicée à tête rouge – Dicaeum nehrkorni
- Dicée à ventre blanc – Dicaeum hypoleucum
- Dicée à ventre jaune – Dicaeum melanoxanthum
- Dicée à ventre orange – Dicaeum trigonostigma
- Dicée bicolore – Dicaeum bicolor
- Dicée cendré – Dicaeum vulneratum
- Dicée concolore – Dicaeum concolor
- Dicée couronné – Dicaeum anthonyi
- Dicée cul-d'or – Dicaeum chrysorrheum
- Dicée d'Everett – Dicaeum everetti
- Dicée d'Halmahera – Dicaeum schistaceiceps
- Dicée de Bornéo – Dicaeum monticolum
- Dicée de Ceylan – Dicaeum vincens
- Dicée de Geelvink – Dicaeum geelvinkianum
- Dicée de la Sonde – Dicaeum annae
- Dicée de Maugé – Dicaeum maugei
- Dicée de Mindoro – Dicaeum retrocinctum
- Dicée de Palawan – Prionochilus plateni
- Dicée de San Cristobal – Dicaeum tristrami
- Dicée des Andaman – Dicaeum virescens
- Dicée des Bismarck – Dicaeum eximium
- Dicée des Célèbes – Dicaeum celebicum
- Dicée des Louisiade – Dicaeum nitidum
- Dicée des Philippines – Dicaeum australe
- Dicée des Salomon – Dicaeum aeneum
- Dicée hirondelle – Dicaeum hirundinaceum
- Dicée olivâtre – Dicaeum minullum
- Dicée olive – Prionochilus olivaceus
- Dicée poignardé – Prionochilus percussus
- Dicée porte-flamme – Dicaeum igniferum
- Dicée pygmée – Dicaeum pygmaeum
- Dicée quadricolore – Dicaeum quadricolor
- Dicée rayé – Dicaeum aeruginosum
- Dicée sanglant – Dicaeum sanguinolentum
- Dicée tacheté – Prionochilus maculatus